# فيكتور سيدياك
فيكتور سيدياك (Viktor Sidyak) (بالروسية: Ви́ктор Алекса́ндрович Сидя́к) هو لاعب أولمبي لرياضة مبارزة سيف الشيش من الاتحاد السوفييتي. شارك في الأولمبياد الصيفي في 1968–1980، وفاز بما مجموعه 6 ميداليات.

## الميداليات
| ذهب | فضة | برونز | المجموع |
| 4   | 1   | 1     | 6       |

## روابط خارجية
- فيكتور سيدياك على موقع اللجنة الأولمبية الدولية (الإنجليزية)
- فيكتور سيدياك على موقع أوليمبيديا (الإنجليزية)